# Sveti Tomaž in Princ
Sveti Tomaž in Princ ([sáo tomé in prínsipe] ;portugalsko São Tomé e Príncipe, izgovarjava IPA: [sɐ̃ũ tu'mɛ i 'pɾı̃sɨpɨ]; uradno Demokratična republika Sveti Tomaž in Princ) je otoška država v Gvinejskem zalivu ob zahodni ekvatorialni obali Afrike. Sestavljata jo otoka Sveti Tomaž in Princ, med seboj oddaljena okrog 140 kilometrov in 250 oz. 225 kilometrov oddaljena od severozahodne obale Gabona. Oba otoka sta del ugaslega ognjeniškega gorskega masiva. Večji južni otok Sveti Tomaž leži malenkost severno od ekvatorja in se imenuje po Tomažu Apostolu, odkrili pa so ga portugalski raziskovalci med letoma 1469 in 1471. Prej je bil nenaseljen.

## Prebivalstvo
Večina prebivalcev so runtajski Forosi, potomci nekdanjih sužnjev, po rodu z obal Gvinejskega zaliva, drugi so mešanci, priseljenci z Zelenortskih otokov in nekaj Portugalcev.